# Chaetonerius nyassicus
Chaetonerius nyassicus är en tvåvingeart som beskrevs av Günther Enderlein 1922. Chaetonerius nyassicus ingår i släktet Chaetonerius och familjen Neriidae. Inga underarter finns listade i Catalogue of Life.